# Floo Flash
Floo Flash est un groupe de rock français, originaire de Lyon, en Rhône-Alpes qui fut actif au début des années 1980 et souvent associé au mouvement mod (dans la lignée des  Jam et des Who) et à la power pop.

## Biographie
Floo Flash était surtout un groupe de scène qui s’est fait remarquer lors de premières parties de groupes anglo-saxons célèbres comme U2, R.E.M. ou The Alarm.
En 1983, Floo Flash sort chez New Rose, un EP de 4 titres produit par Philippe Dauga de Bijou intitulé Mon époque,. Deux ans plus tard, Floo Flash signe chez Polydor, qui souhaite alors que le groupe change de nom, du fait que leur style musical a évolué. Un single sous le nom d’Équateur, sort en 1986 sur ce label mais ne rencontrant pas le succès escompté, le groupe décidera de se séparer.
Après être devenu directeur artistique chez Vogue, puis CBS, le guitariste Hervé Paul entamera une carrière solo à partir de 1988.
En 2020,le label Dangerhouse Skylab sort un 45 tours de Floo Flash à partir de maquettes enregistrées en 1985 chez Polydor comprenant une adaptation française de Hanging on the Telephone, le titre des The Nerves.
Quelques mois plus tard le label lyonnais Simplex Records sort à son tour un album 33 tours intitulé "Moderne" comprenant ce titre mais aussi 12 autres titres inédits dont certains enregistrés en public.
En 2024, Hervé Paul retrouve une cassette datant des dernières répétitions de Floo Flash en 1985, contenant des chansons inédites, ce qui lui donne l'envie de remonter le groupe l'espace d'un EP. Un premier extrait est mis en ligne en mars 2025 intitulé "Nos idoles" en prélude à un EP intitulé "Rose bonbon" dont la sortie est prévue le 5 septembre 2025.
Le producteur américain Jeff Eyrich participe à ces enregistrements et le mixage de ce EP est effectué par Mark Plati.

## Discographie
- 1983 : Mon époque (Flamb records/New Rose) (EP 4 titres, 45 tours)
- 1986 : Sha ho ho (sous le nom d’Équateur ) Polydor (45 tours et maxi)
- 2020 : Pendu au téléphone (Dangerhouse Skylab) (45 tours)
- 2020 : Moderne (Simplex Records) (33 tours)
- 2025 : Rose bonbon (Flamb records) (EP 5 titres, 45 tours)